# Naród europejski
Naród europejski – przewidywana lub postulowana grupa społeczna, mogąca w przyszłości powstać w drodze głębokiej integracji narodów zamieszkujących Europę.
Naród europejski miałby funkcjonować w obrębie wielkiego europejskiego państwa ponadnarodowego, jeśli takie zostałoby zbudowane. Na obecnym etapie integracji europejskiej stanowi jedynie kategorię analityczną. Aby naród europejski powstał muszą zostać spełnione dwa warunki:
- obecnie istniejące narody Europy musiałyby scalić się w społeczność jednej kultury, w której obowiązywałby jeden wzorcowy model ludzkiego życia,
- członkowie tej społeczności musieliby jednolicie rozumieć i pozytywnie reagować na określony zestaw znaków-symboli, które jednoznacznie dla wszystkich oznaczałyby kluczowe wydarzenia i idee znajdujące się u fundamentów jej powstania i późniejszego działania[2].

Twórcą pojęcia był austriacki polityk, Richard Coudenhove-Kalergi, który 1953 opublikował dzieło "Die europäische Nation" (pol. "Naród europejski"), w którym powtórzył i rozwinął swoje najważniejsze tezy opublikowane we wcześniejszych wydawnictwach: "Pan-Europa" (1923) i "Walka o Paneuropę" (1925-1928).